# 科什阿加奇區

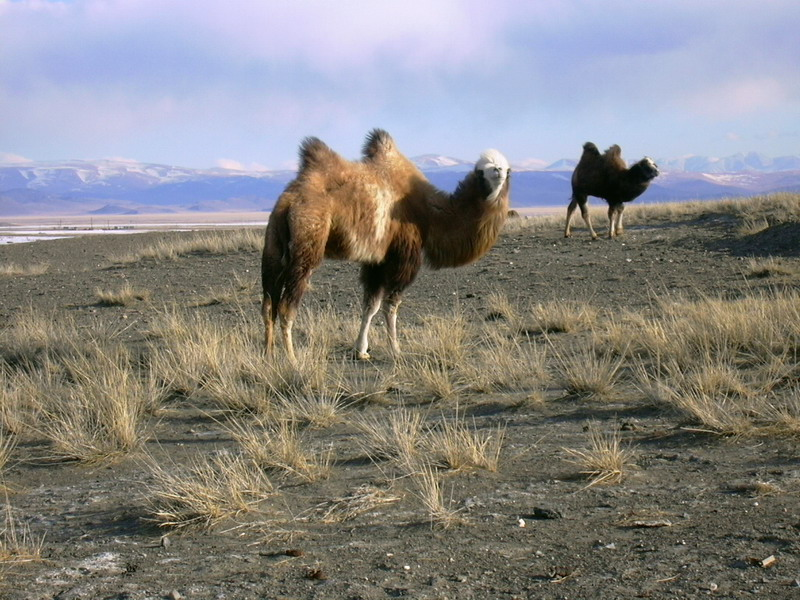

50°00′N 88°41′E / 50.000°N 88.683°E
科什阿加奇區（俄語：Кош-Агачский район）是俄羅斯阿爾泰共和國的一個區，位於該國南部，面積19,845平方公里，2010年人口18,263，人口密度每平方公里0.92人。